# Utilizzatori dell'Airbus A310

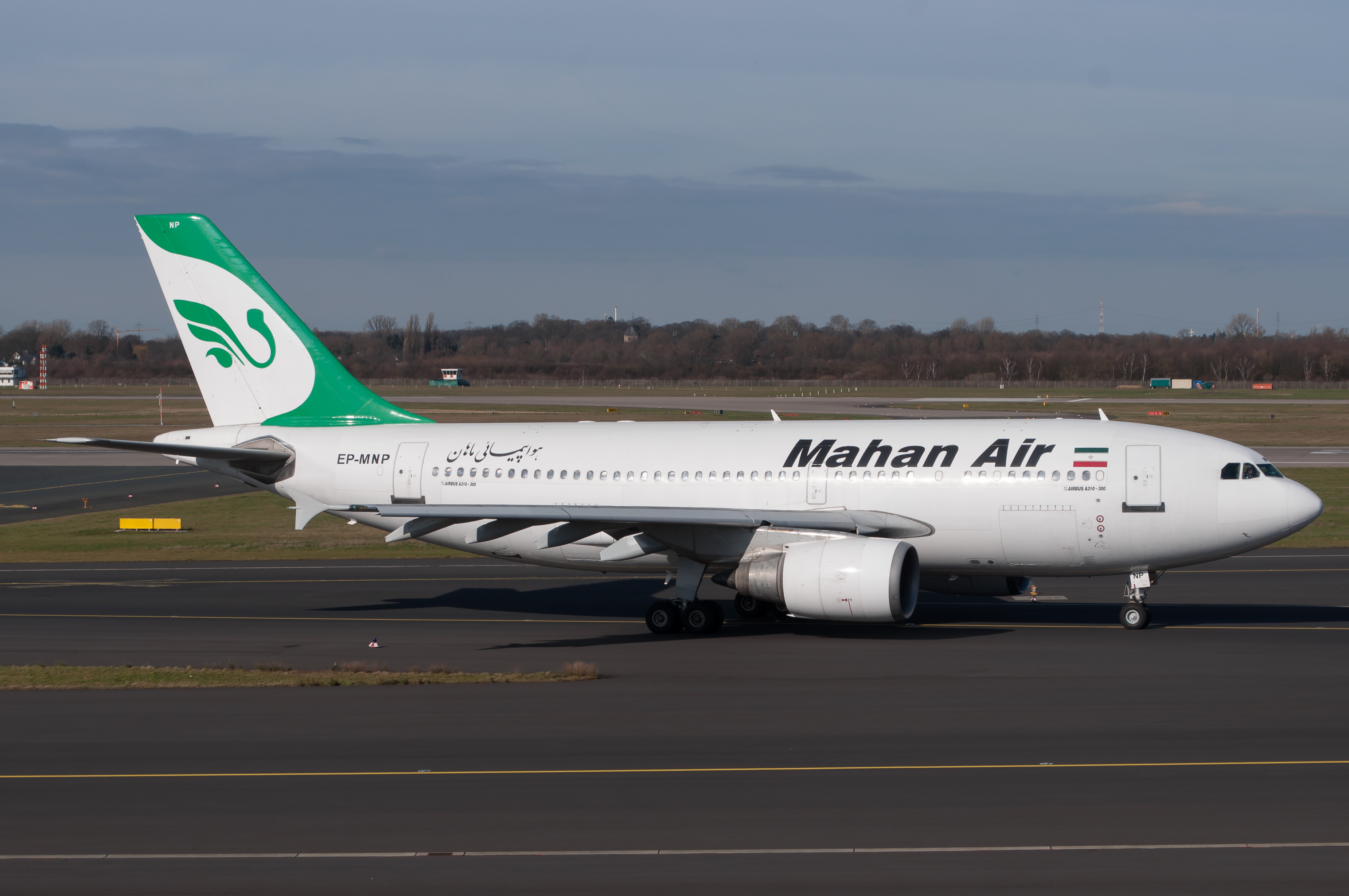
Un Airbus A310 di Mahan Air, l'utilizzatore principale di questo tipo di aereo.

L'Airbus A310 è un aereo di linea ( ci sono in servizio anche le versioni cargo A310F) per rotte a medio-lungo raggio. La sua produzione iniziò a partire dal 1983 circa e, così come quella dell'A300, è stata interrotta intorno a luglio 2007 anche se l'ultima consegna è stata effettuata nel giugno 1998.
Airbus ha sviluppato l'A310 su richiesta delle compagnie aeree in particolare di Swissair e Lufthansa; le compagnie richiedevano un aereo più corto dell'A300.
Il programma A310 venne lanciato nel luglio del 1978. Rispetto all'A300, il nuovo aereo (denominato inizialmente TA10) si presentava più corto di circa 6,90 metri. Il nuovo velivolo era equipaggiato con sole due porte principali per lato (più una uscita di sicurezza sopra all'ala), e risulta quindi facilmente distinguibile dal precedente A300 che ha tre ingressi principali per lato di cui due davanti all'ala. La stiva poteva contenere solo 14 pallets standard LD-3. Il nuovo Airbus presentava alcune importanti innovazioni rispetto all'A300. La principale innovazione era costituita da una nuova ala e da un piano di coda completamente nuovi, di minore apertura e superficie, la medesima ala sarà poi utilizzata dall'Airbus per l'A300-600. Altre modifiche strutturali comprendevano un nuovo carrello e nuovi piloni per i motori. La cabina di pilotaggio era, per la prima volta, concepita per soli due piloti.

## Ordini e consegne
Legenda tabella:
- O/C: Ordini e consegne.
- OP: Esemplari operativi.

Note:
- dati aggiornati al febbraio 2024[1][2][3];
- il numero degli esemplari operativi è da considerarsi una stima più o meno accurata;
- alcuni utilizzatori hanno più aerei operativi che ordinati. Ciò è dovuto al fatto che le compagnie hanno comprato velivoli di seconda mano o hanno effettuato leasing, e questi non risultano come ufficiali nel conteggio degli ordini;
- l'Airbus A310 non è più in produzione, tutti gli esemplari ordinati sono stati consegnati.

| Compagnia                      | Compagnia                       | A310-200/300 | A310-200/300 |
| Stato                          | Nome                            | O/C          | OP           |
| ------------------------------ | ------------------------------- | ------------ | ------------ |
|                                | Aerei governativi/privati/altro | 3            |              |
| Russia (bandiera)              | Aeroflot                        | 5            |              |
| Costa d'Avorio (bandiera)      | Air Afrique                     | 4            |              |
| Algeria (bandiera)             | Air Algérie                     | 2            |              |
| Europa (bandiera)              | Airbus Industrie                |              | 1            |
| Francia (bandiera)             | Air France                      | 11           |              |
| India (bandiera)               | Air India                       | 8            |              |
| Papua Nuova Guinea (bandiera)  | Air Niugini                     | 2            |              |
| Arabia Saudita (bandiera)      | Al-Atheer Aviation              |              | 1            |
| Afghanistan (bandiera)         | Ariana Afghan Airlines          |              | 2            |
| Austria (bandiera)             | Austrian Airlines               | 4            |              |
| Svizzera (bandiera)            | Balair                          | 4            |              |
| Bangladesh (bandiera)          | Biman Bangladesh Airlines       | 2            |              |
| Regno Unito (bandiera)         | British Caledonian Airways      | 2            |              |
| Canada (bandiera)              | Canadian Armed Forces           |              | 4            |
| Cina (bandiera)                | China Eastern Airlines          | 5            |              |
| Germania (bandiera)            | Condor Berlin                   | 5            |              |
| Rep. Ceca (bandiera)           | CSA Czech Airlines              | 2            |              |
| Cipro (bandiera)               | Cyprus Airways                  | 4            |              |
| Stati Uniti (bandiera)         | Delta Air Lines                 | 9            |              |
| Ecuador (bandiera)             | Ecuatoriana de Aviación         | 2            |              |
| Emirati Arabi Uniti (bandiera) | Emirates                        | 8            |              |
| Spagna (bandiera)              | Fuerza Aerea Española           |              | 2            |
| Germania (bandiera)            | Hapagfly                        | 7            |              |
| Stati Uniti (bandiera)         | IFLC                            | 7            |              |
| Germania (bandiera)            | Interflug                       | 3            |              |
| Iran (bandiera)                | Iran Air                        |              | 1            |
| Iran (bandiera)                | Iran Airtour                    |              | 4            |
| Kenya (bandiera)               | Kenya Airways                   | 2            |              |
| Paesi Bassi (bandiera)         | KLM                             | 10           |              |
| Kuwait (bandiera)              | Kuwait Airways                  | 11           |              |
| Germania (bandiera)            | Lufthansa                       | 20           |              |
| Paesi Bassi (bandiera)         | Martinair                       | 2            |              |
| Iran (bandiera)                | Meraj Airlines                  |              | 1            |
| Nigeria (bandiera)             | Nigeria Airways                 | 4            |              |
| Colombia (bandiera)            | Oasis Group                     | 2            |              |
| Pakistan (bandiera)            | Pakistan International Airlines | 6            |              |
| Stati Uniti (bandiera)         | Pan Am                          | 18           |              |
| Giordania (bandiera)           | Royal Jordanian                 | 6            |              |
| Belgio (bandiera)              | Sabena                          | 3            |              |
| Francia (bandiera)             | SA Novespace                    |              | 1            |
| Singapore (bandiera)           | Singapore Airlines              | 23           |              |
| Somalia (bandiera)             | Somali Airlines                 | 1            |              |
| Svizzera (bandiera)            | Swissair                        | 9            |              |
| Portogallo (bandiera)          | TAP Portugal                    | 5            |              |
| Romania (bandiera)             | TAROM                           | 2            |              |
| Thailandia (bandiera)          | Thai Airways Corporation        | 2            |              |
| Belgio (bandiera)              | Trans European Airways          | 1            |              |
| Turchia (bandiera)             | Turkish Airlines                | 14           |              |
| Turchia (bandiera)             | ULS Airlines Cargo              |              | 3            |
| Uzbekistan (bandiera)          | Uzbekistan Airways              | 1            |              |
| Canada (bandiera)              | Wardair                         | 12           |              |
| Iran (bandiera)                | Yazd Airways                    |              | 1            |
| Yemen (bandiera)               | Yemenia                         | 2            |              |
| TOTALE                         | TOTALE                          | 255          | 22           |

## Timeline delle consegne
|      | 1983 | 1984 | 1985 | 1986 | 1987 | 1988 | 1989 | 1990 | 1991 | 1992 | 1993 | 1994 | 1995 | 1996 | 1997 | 1998 | Totale |
| ---- | ---- | ---- | ---- | ---- | ---- | ---- | ---- | ---- | ---- | ---- | ---- | ---- | ---- | ---- | ---- | ---- | ------ |
| A310 | 17   | 29   | 26   | 19   | 21   | 28   | 23   | 18   | 19   | 24   | 22   | 2    | 2    | 2    | 2    | 1    | 255    |

## Configurazioni di bordo
Legenda tabella:
- F: prima classe.
- B: business class.
- E+: premium economy class.
- E: economy class.

| Compagnia aerea        | A310-300 | A310-300 | A310-300 | A310-300 | Totale posti |
| Compagnia aerea        | F        | B        | E+       | E        | Totale posti |
| ---------------------- | -------- | -------- | -------- | -------- | ------------ |
| Ariana Afghan Airlines | –        | –        | –        | 237      | 237          |
| Iran Air               | –        | –        | –        | 200      | 200          |
| Mahan Air              | –        | 12       | –        | 190      | 202          |
| Taban Air              | –        | –        | –        | 240      | 240          |
| Yemenia                | 12       | 21       | –        | 157      | 190          |